# Parafia Najświętszego Serca Pana Jezusa w Borownicy
Parafia Najświętszego Serca Pana Jezusa w Borownicy – parafia rzymskokatolicka znajdująca się w archidiecezji przemyskiej, w dekanacie Bircza. 

## Historia
W 1892 roku w Borownicy poświęcono murowany jednonawowy kościół pw. Najświętszego Serca Pana Jezusa, z fundacji Dydyńskich. W 1906 roku bp Józef Sebastian Pelczar utworzył w Borownicy ekspozyturę, którą w 1912 roku wydzielił z terenu parafii Dylągowa. W 1928 roku dekretem bpa Anatola Nowaka została erygowana samodzielna parafia, do której należały również Żohatyn, Jawornik Ruski, Ulucz i Hroszówka. 
W latach 1929–1930 dobudowano prezbiterium i boczne kaplice. W środku umieszczono również trzy ołtarze, których autorem był artysta Paśko z Przemyśla. 4 czerwca 1937 roku bp Franciszek Barda dokonał konsekracji kościoła.
20 kwietnia 1944 roku podczas napadu na Borownicę banderowcy spalili zabudowania i wymordowali część mieszkańców. 12 lipca 1944 roku banderowcy zamordowali na plebanii ks. Józefa Kopcia.
Na terenie parafii jest 543 wiernych (w tym: Borownica – 124, Jawornik Ruski – 163, Ulucz – 131, Żohatyń – 135).
Proboszczowie parafii:
Na przestrzeni dziejów proboszczami parafii byli m.in.: ks. Michał Gromada (od 1906), ks. Julian Bąk, ks. Wojciech Kociszewski (1933), ks. Jan Banek, ks. Wojciech Misiewicz, ks. Antoni Bryś, ks. Józef Kopeć (1943–1944, administrator), ks. Franciszek Woś (1951–1957, administrator excuriendo z Siedlisk), ks. Stanisław Rączka (administrator z Jawornika Ruskiego), ks. Józef Banaś (od 1960, administrator z Jawornika Ruskiego), ks. Marek Krupa (od 1977), ks. Paweł Sobczyński (1981–1987), ks. Antoni Moskal (od 2003), ks. Bogusław Folusiewicz.

## Kościoły filialne

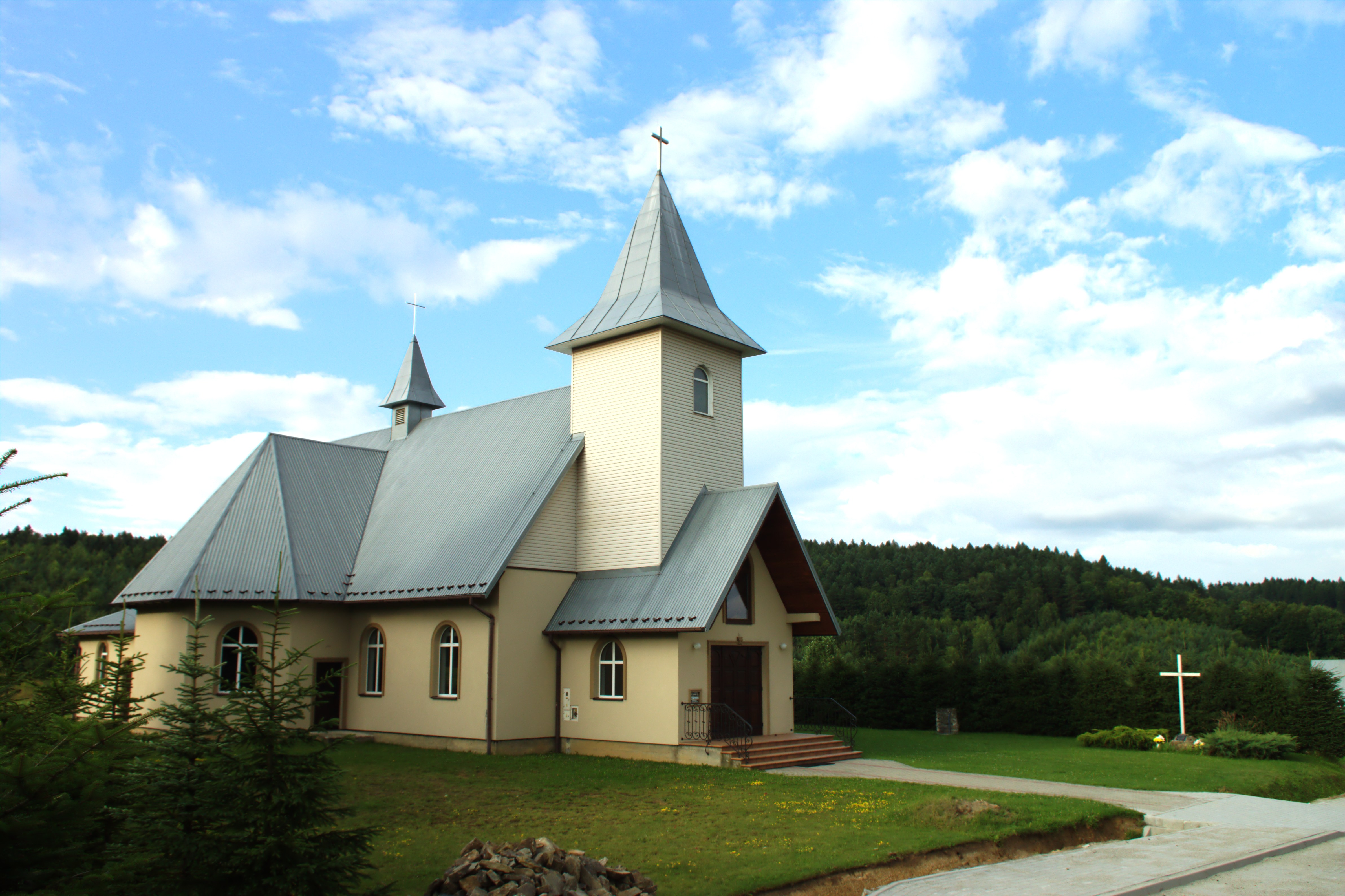
Kościół filialny w Jaworniku Ruskim
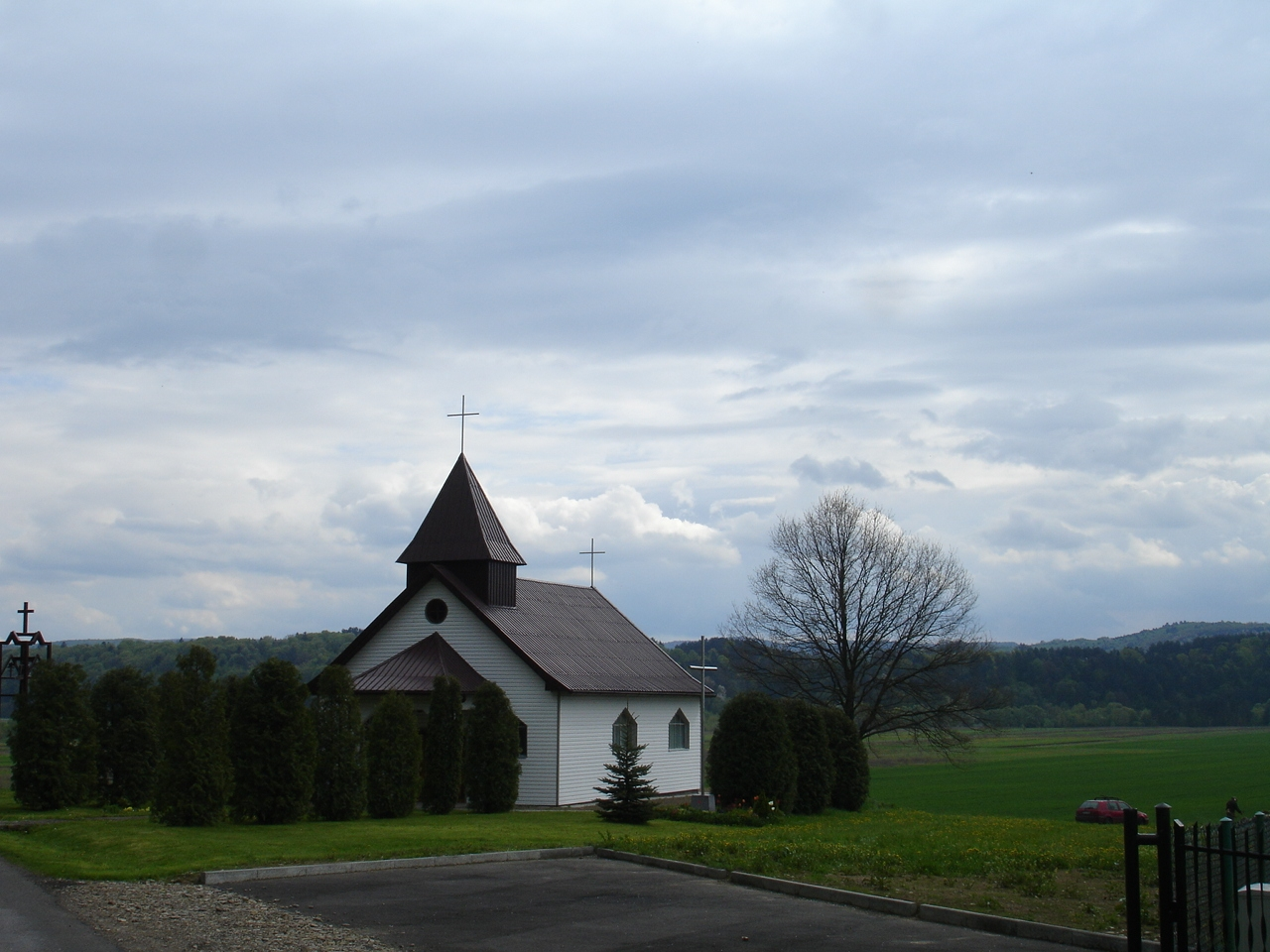
Kościół filialny w Uluczu